# Ильинский маяк
Ильинский маяк (Феодосийский маяк) — маяк на мысе Святого Ильи на Южном побережье Крыма, недалеко от Феодосии.

## История

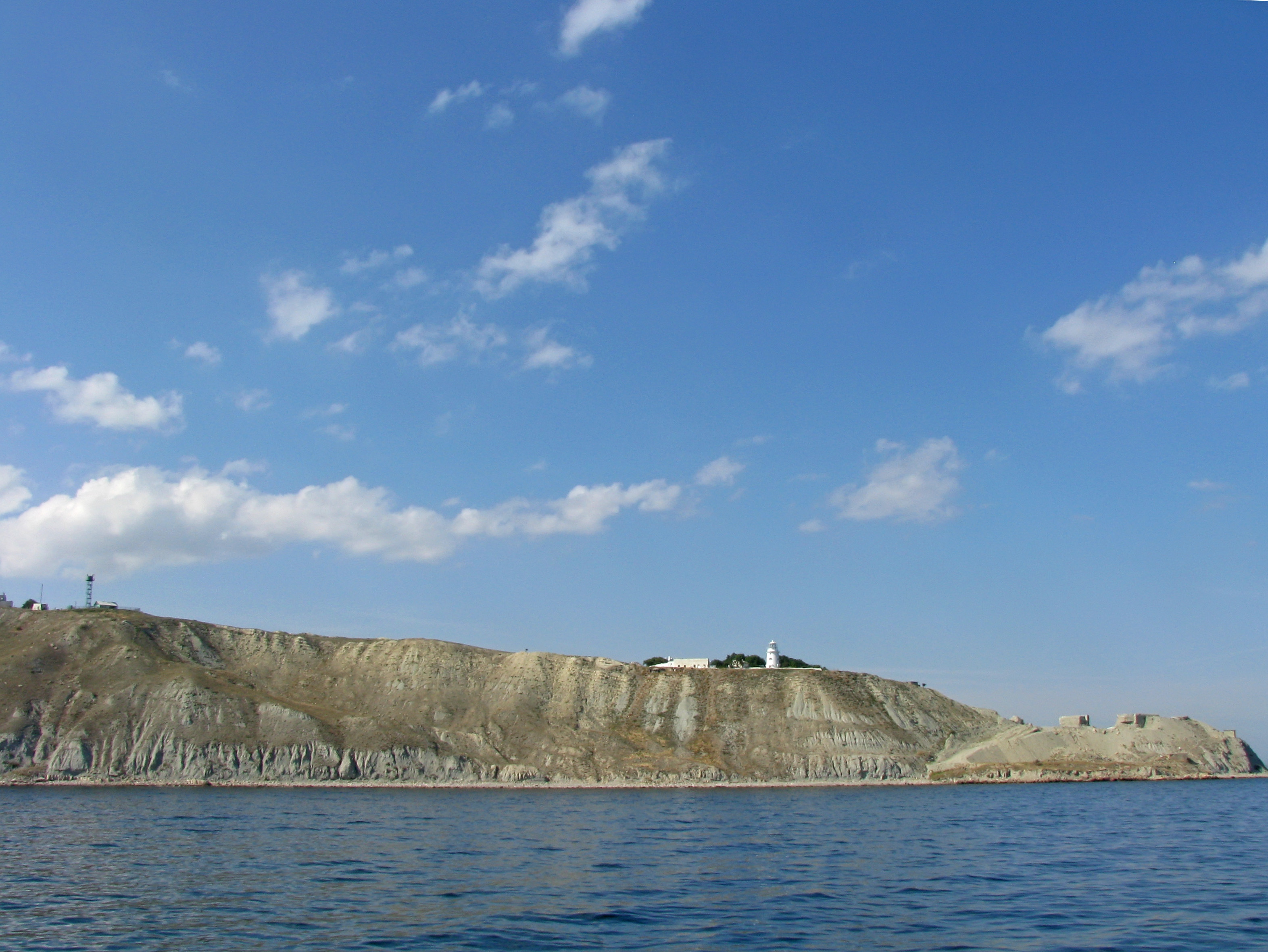
Мыс Ильи — оконечность хребта Тепе-Оба.

Маяк на мысе Святого Ильи имеет давнюю историю, на «Плане города Кафы 1784 года» греческая часовня Святого Ильи помечена, как «некогда береговой маяк».
В мае 1890 года по решению российского правительства главная база Черноморского флота была переведена из Николаева в Севастополь. Город получил статус военной крепости 3-го класса и был закрыт для посещения иностранных судов. Встал вопрос о переносе коммерческого порта, который, после долгих дебатов, приняли решение передислоцировать в Феодосию.
Феодосийский залив вдаётся в южный берег восточного Крыма, образуя удобную для стоянки судов бухту. Западная часть залива оканчивается скалистым мысом Святого Ильи. Мыс, выступающий далеко в море, затрудняет подход к феодосийскому порту судам, идущим с запада. Здесь часты шквалистые переменные ветры, осенью и весной нередки внезапные туманы, летом — ливневые дожди, а многочисленные рифы, окаймляющие мыс, делают плавание вдоль его берегов крайне опасным.
С одобрения Гидрографического департамента в 1894 году мыс обследовали специалисты, и командир гидрографического судна «Ингул» выбрал место для установки маяка. Но из-за отсутствия средств начало строительства было отложено.

Мемориальная доска Е. Рукавишниковой в Феодосии, ул. Горького, 14

Осенью 1897 года Евдокия Николаевна Рукавишникова подала заявление в Дирекцию маяков о желании принять на свой счёт постройку маяка на мысе Святого Ильи. Через некоторое время пришёл ответ, в котором Дирекция маяков рекомендовала ей взять для будущего маяка световую установку «шведского огня». К письму прилагались план и чертежи башни, а световой аппарат заказали в Финляндии. Руководство постройкой поручили технику Алексею Алексеевичу Полонскому. Через год строительство маяка и дома для смотрителя закончили.
В «Извещении мореплавателям» № 5 от 17 февраля 1899 года появилось официальное уведомление: «Дирекция маяков и лоций Чёрного и Азовского морей извещает мореплавателей, что в Чёрном море, вблизи Феодосии, на мысе Ильи, у зюйд-остового обрыва, установлен в деревянной будке на вершине деревянных козел часто переменный огонь с белыми и зелёными миганиями… Высота огня на уровне моря 214 фут и над поверхностью земли — 32 фута».
Поставленный на средства Рукавишниковой деревянный маяк исправно служил морякам до 1912 года. Потом его перестроили: козлы и маячную будку сделали металлическими, заменили осветительный аппарат более мощным, а вместо колокола смонтировали пневматическую сирену. В декабре 1941 года во время Керченско-Феодосийской операции при ликвидации вражеской батареи, окопавшейся на мысу, огнём артиллерии эсминца «Железняков» маяк был разрушен. После освобождения Феодосии от фашистских захватчиков 13 апреля 1944 года на мысу установили временный навигационный огонь. Капитальный маяк и городок для обслуживающего персонала были построены лишь в 1955 году. В данном виде маяк сохранился до наших дней. Круглая пятнадцатиметровая белокаменная башня со светлыми трехъярусными окнами, увенчанная цилиндром фонарного сооружения. В центре гранёного стеклянного цилиндра фонарного сооружения, в 2006 году был установлен современный светооптический модуль, собранный на ярких светодиодах.

## Маяк в культуре
- На территории маяка проходили съёмки эпизода художественного фильма «Такие красивые люди» (2013, реж. Дмитрий Моисеев)[2]
- Маяк в филателии:

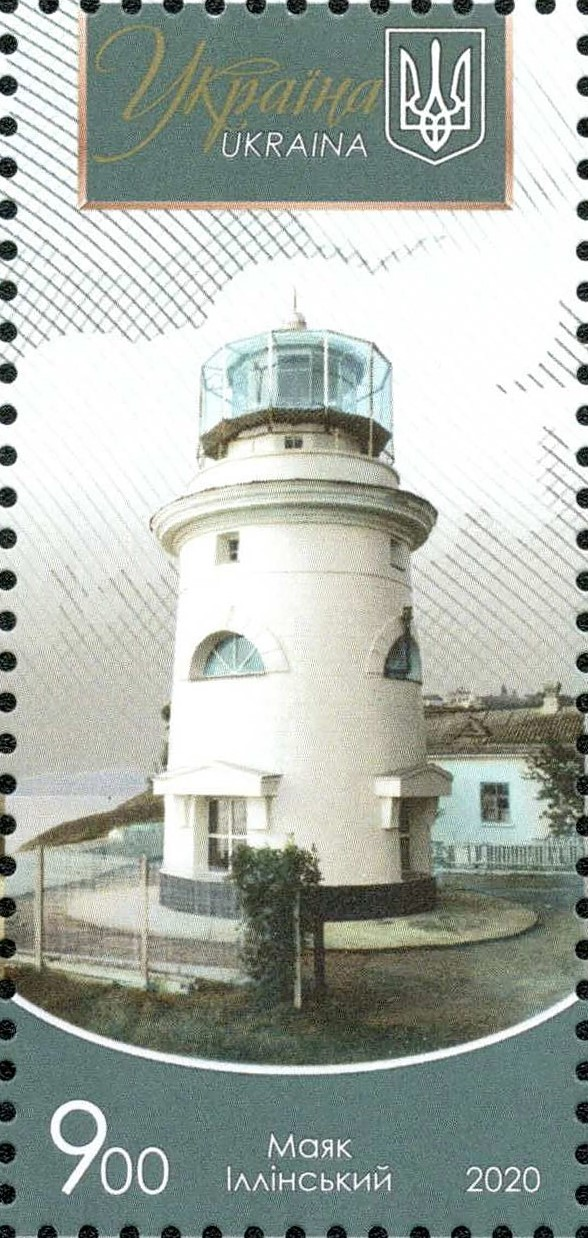
Марка Украины, 2020
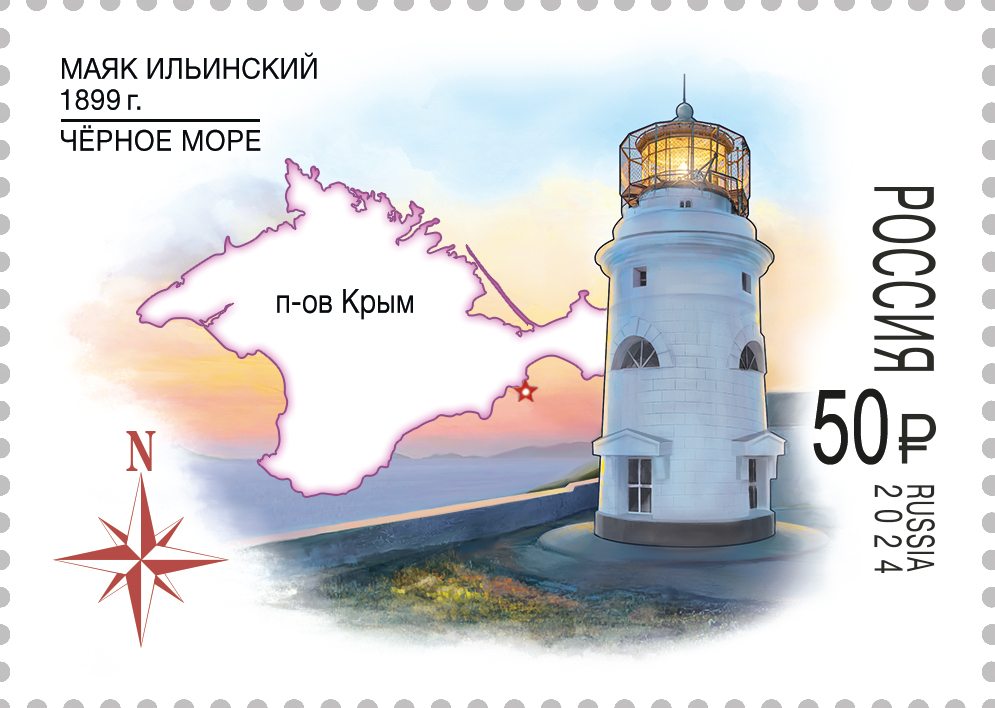
Марка России, 2024